# Mariano Luigi Patrizi
Mariano Luigi Patrizi (Recanati, 23 settembre 1866 – Bologna, 9 settembre 1935) è stato un medico italiano.

## Biografia
Conclusi gli studi medici a Roma nel 1890, divenne assistente straordinario nel laboratorio di fisiologia diretto da Angelo Mosso a Torino. Dopo una ricerca sulle Oscillazioni quotidiane del lavoro muscolare in rapporto alla temperatura del corpo (1891), si dedicò ai rapporti tra attività cerebrale e lavoro muscolare, introducendo nell'istituto torinese lo studio dei tempi di reazione (sull'esempio di quanto fatto da Gabriele Buccola a Reggio Emilia).
Dopo aver insegnato negli Atenei di Ferrara e di Sassari, si trasferì a Modena come professore di fisiologia e direttore dell'Istituto fisiologico (1897); di qui passerà a Torino, succedendo alla cattedra di Cesare Lombroso.

## Attività clinica
Noto per la psicofisiologia del lavoro e sostenitore della riduzione della psicologia alla riflessologia, nella sua opera si ispirò alla lezione di Ivan Michajlovič Sečenov e promosse nel campo dell'antropologia criminale e della medicina legale una svolta fisiologica e sperimentale.

## Opere
- Vigilia d'armi: versi, Recanati, Rinaldo Simboli, 1886
- Ginestre: nuovi versi, Recanati, Rinaldo Simboli, 1887
- Versi, Recanati, Rinaldo Simboli, 1889
- Chiome fluenti. Goliardica, di A. Ferri. Un capitolo della Mia autobiografia, di E. D'Anna, Recanati, Rinaldo Simboli, 1890
- Fuochi fatui, (versi), Recanati, Rinaldo Simboli, 1890
- Memoria e oblio, Note di fisio-patologia. Tesi di laurea, Recanati, Rinaldo Simboli, 1890
- Fra gli operai. Commemorazioni e Brindisi, Recanati, Rinaldo Simboli, 1892
- La dottrina della contrazione naturale o il tremore muscolare, Milano, Stab. Tip. Dell'antica Casa Edit. Dott. Francesco Vallardi, 1893
- Sulla contrazione dei muscoli striati e i movimenti del "Bombix mori", Torino, C. Clausen, 1893
- Intorno alla contrazione muscolare delle marmotte nel sonno e nella veglia. Esperienze, Torino, C. Clausen, 1894
- Saggio psico-antropologico su Giacomo Leopardi e la sua famiglia, con documenti inediti, Torino, fratelli Bocca, 1895 (Tip. Succ. A. Baglione) Ristampa nel 1896
- Il comento d'un fisiologo alla lirica leopardiana, detta il 30 aprile nell'aula massima del Collegio romano, Torino, fratelli Bocca, 1898
- Nell'estetica e nella scienza: conferenze e polemiche, Milano/Palermo, R. Sandron, 1899
- L'opera scientifica e didattica di Giuseppe Puglia. prelezione detta il 5 dicembre 1899 per l'apertura del nuovo Istituto di fisiologia sperimentale, Modena, 1899
- Le tradizioni della fisiologia sperimentale nell'Ateneo modenese. Prolusione detta il 16 gennaio 1899 nel Teatro anatomico, Modena, Tip. Lit. Bassi e Debri, 1899
- Appunti di fisiologia / raccolti dagli studenti A. Marconi e R. Bacci alle Lezioni [dettate nella] r. Università di Modena nell'anno accademico 1899-900, Modena, Lit. G. Pizzolotti, 1900
- Un pittore criminale. Michelangelo da Caravaggio, 1569-1609. critica e biografia psicologica, con introduzione sul contributo della psico-antropologia alla critica e storia dell'arte, s.l. s.d.
- Il paese di Recanati e l'opera leopardiana. Conferenza detta nel Teatro persiani di Recanati la sera del 24 giugno 1900, Recanati, Rinaldo Simboli, 1901
- La fisiologia del secolo XIX e la misura del pensiero. Lezione popolare, Modena, Società Tipografica, 1901
- La nuova fisiologia della emozione musicale, Modena, libreria Vincenzi e nipoti, 1902; Bologna, Stab. tip. Zamorani e Albertazzi, 1902; Torino, 1903
- Il paese di Recanati e l'opera Leopardiana. Conferenza, Recanati, Rinaldo Simboli, 1902
- La fisiologia d'un bandito (Musolino). Esperimenti e commenti, Torino, Fratelli Bocca Edit., 1903 (Tip. Vincenzo Bona) riedizione 1904
- Il riflesso dell'ammiccamento e le fasi della pulsazione, Modena, Società Tipografica, 1903
- Uno strumento ergostetografo per misurare nell'uomo la fatica dei muscoli respiratori, Modena, Società Tipografica, 1903
- A rime obbligate! Risposta dell'aquila immaginaria all'oca vera, Recanati, Rinaldo Simboli, 1905
- Un caso di accelerazione volontaria del ritmo cardiaco senza mutamenti del respiro, Modena, Società Tipografica, 1905
- Contributo alla tecnica dei riflessi vascolari nell'uomo, Modena, Società Tipografica, 1905
- Sensazione postuma e oscillazione vascolare cinseguenti allo stimolo termico freddo. nuove ricerche col guanto volumetrico, Modena, Società tipografica, 1905
- Su qualche punto controverso della fisiologia del cervelletto. contributo sperimentale, Modena, Società Tipografica, 1905
- Qualche osservazione sulla durata approssimativa della vibrazione nervosa nell'uomo, Modena, Società Tipografica, 1906
- Il ritmo del cervello: quanto dura una vibrazione nel nostro cervello, e giusta la teoria di Carlo Richet? Roma, Esedra, 1906
- La curva di fatica del centro respiratorio inibitore. nuove esperienze, Modena, Società Tipografica, 1907
- Esperienze sulla sospensione respiratoria di Traube, Modena, Società Tipografica, 1907
- L'orientazione uditiva dell'arte e l'emozione estetica decadente, Roma, Nuova antologia, 1907
- La fase psicologica dell'antropologia criminale e la monogenesi del delitto, Milano, Società editrice libraria, 1911
- Angelo Mosso. La vita, l'opera scientifica, l'opera letteraria e civile, Torino, Stamp. Ditta G. B. Paravia e C., 1912
- I componenti somatici della sensazione e della Rappresentazione. Contributo sperimentale, Bologna, Stab. Poligrafico Emiliano, 1912
- Nuovo testo mentale. Un indice autografico e incosciente del potere inibitorio, Modena, Società Tipografica, 1912
- L'oratore. saggio sperimentale illustrato da 87 incisioni, Milano, fratelli Treves, 1912
- Per lo scoprimento in Porto Recanati (20 ottobre 1912) del ricordo marmoreo, scolpito da Ettore Ferrari, in onore di Attilio Valentini, Recanati, Rinaldo Simboli, 1912
- Il punto di Mira dell'attenzione autoscopica e il localizzarsi della sua espressione motoria, Modena, Società Tipografica, 1912
- La simultaneità (dinamogenia e inibizione) fra lavoro mentale e lavoro muscolare volontario unilaterale o simmetrico. Ricerche ergografiche, Modena, Società Tipografica, 1912
- Tra gli operai. commemorazioni e brindisi prof. o. Nell'Università di Torino, Recanati, Rinaldo Simboli, 1912
- Un pittore criminale. Michelangelo da Caravaggio (1569-1609). critica e biografia psicologica, Recanati, Rinaldo Simboli, 1913
- Le vicende della successione ad Angelo Mosso nella cattedra di fisiologia a Torino, Recanati, Rinaldo Simboli, 1913
- Dopo Lombroso. Nuove correnti nello studio della genialità e del delitto, Milano, Società Editrice Libraria, 1916
- Nuovi saggi di estetica e di scienza. conferenze alla Minerva di Trieste. ricordazioni, esperimenti, idee di ieri e di domani; con 53 illustrazioni, Recanati, Rinaldo Simboli, 1916
- La sensibilità tattile e la muscolare nell'emozione e nell'elaborazione artistica, Roma, presso la sede della Società, 1916
- La "Madonna dell'insalata" di Michelangelo da Caravaggio. un dipinto satirico dell'artefice criminale, Recanati, Rinaldo Simboli, 1917
- Per l'indirizzo antropologico (fisio-psicologico) nella storia dell'arte. attorno al sentimento e all'emotività degli artefici, Modena, Società Tipografica, 1918
- Per l'indirizzo antropologico fisio-psicologico nella storia dell'arte. critica e biografia psicofisiologica del pittore criminale Michelangelo da Caravaggio, 1569-1609, Modena, Società Tipografica, 1918
- Saluto ai mutilati di Guerra, 21 luglio 1918; Per Trento e Trieste redente, 4 novembre 1918, Recanati, Rinaldo Simboli, 1918
- Sull'esame psicofisiologico dei candidati all'aviazione. Contraddittorio epistolare fra i Prof M. L. Patrizi e padre a. Gemelli, con Lettere ed articoli dei Prof. G. Ferrari, G. Gradenigo, Antonino Anile, Recanati, Rinaldo Simboli, 1918
- Per l'erigendo istituto di fisiologia sociale del Comune di Milano. Relazione, Milano, Comune di Milano, 1920
- Un pittore criminale. Il Caravaggio e la nuova critica d'arte. ricostruzione psicologica, Recanati, Rinaldo Simboli, 1921
- Sorgenti italiane della psicotecnica. Atti della III Conferenza Internazionale di Psicotecnica, Napoli, 1922
- Ad armi cortesi tra psicologi e letterati. polemica sul Caravaggio di M. L. Patrizi e l'indirizzo antropologico nella storia dell'arte, Recanati, Rinaldo Simboli, 1923
- Ardui problemi a nuovo cimento, Recanati, Rinaldo Simboli, 1923
- I discorsi del campanile. commemorazioni e feste operaie, brindisi, avvisaglie politiche, agli eroi della patria e del lavoro; con le impressioni di S. Benco, A. Fraccaroli, P. Orano, C. Romiti, S. Varazzani ed altri su Patrizi oratore, Recanati, Rinaldo Simboli, 1923
- Il genio lirico di Beniamino Gigli recanatese / nel saluto e nei ricordi del concittadino Prof. M. L. Patrizi, Recanati, Rinaldo Simboli, 1923
- Nuove ricerche sperimentali di psicofisiologia del lavoro manuale e intellettuale, Modena, Società Tipografica, 1923
- Braccio e cervello e la perizia fisiologica del lavoro professionale. divulgazione e tecnica, Recanati, Rinaldo Simboli, 1924
- Alla materna città di Recanati e alla sua rappresentanza. discorso detto nell'Aula Magna del Civico Palazzo di Recanati l'11 ottobre 1925, Recanati, Rinaldo Simboli, 1926
- Natale 126. di Giacomo Leopardi. Il poeta uomo e le fonti umane della sua poesia. discorso detto nell'Aula Magna del Civico Palazzo di Recanati il 29 giugno 1924, Recanati, a cura del Municipio, 1926
- Il poeta uomo e le fonti umane della sua poesia. discorso detto nell'Aula Magna del Civico Palazzo di Recanati il 29 giugno 1924, Recanati, Rinaldo Simboli, 1926
- Del trasporto dei bagagli a mano e a spalla. saggio di studi sulla fatica in flagrante, Bologna, a cura dell'Istituto di Fisiologia, 1927
- Intorno al supposto ormone vagale di Loewi. esperimenti sui cuori coniugati dei cani di grossa taglia. Nota III. Album dichiarativo dei documenti grafici, riferibili alle esperienze del 1925 e 1926, ordinati su 13 tavole in fotolito e cromofotolito, Bologna, a cura dell'Istituto di Fisiologia, 1927
- Un procedimento fisiologico per la identificazione della firma. la sua iscrizione cronometrica ed autografica sulla curva del respiro, Recanati, Rinaldo Simboli, 1927
- La criminalità della specie, Bologna, Stabilimenti Poligrafici Riuniti, 1928
- Due poeti minori della città e del secolo di Leopardi. Rilievi psicologici e ricordi, Recanati, Rinaldo Simboli, 1928
- Fisiologia integrale e antropologia: prelezione quinta detta nell'aula dell'Istituto fisiologico il 12 novembre 1928, Bologna, Coop. tip. Mareggiani, 1929
- Nota seconda sulla fatica in flagrante (nei portabagagli di mestiere a grosso carico), Bologna, a cura dell'Istituto di Fisiologia, 1929
- Spallanzani fisiologo e il tipo del suo genio. discorso per la celebrazione dei parentali (2. centenario della nascita) detto il 12 gennaio 1929 a Reggio Emilia nella sala del Tricolore, Reggio Emilia, Officine Grafiche Reggiane, 1929
- Addizioni al "Dopo Lombroso". ancora sulla monogenesi psicologica del delitto, Milano, Società Editrice Libraria, 1930
- Il sentimento e il genio dell'architettura nell'esame d'un fisiologo. saggio preliminare, Bologna, Stabilimenti Poligrafici Riuniti, 1930
- Il sentimento e il genio dell'architettura nell'esame d'un fisiologo. Saggio preliminare. parte seconda: la creazione architettonica, Bologna, Stabilimenti Poligrafici Riuniti, 1931
- I secoli aurei della fisiologia sperimentale nello Studio di Bologna. orazione pronunziata l'8 novembre 1930 nell'Aula magna della R. Biblioteca Universitaria per l'inaugurazione solenne dell'anno accademico 1930-1931, Bologna, Tip. Paolo Neri, 1931
- Ancora cimenti e risultati Nello studio della fatica muscolare e nervosa, Roma, Reale Accademia D'Italia, 1932 (Tip. Del Senato)
- Nell'estetica e nella scienza: saggi della terza serie. 1925-1932, Bologna, N. Zanichelli, 1933
- L'astro maggiore della fisiologia sperimentale nel secolo XVII. Giovanni Alfonso Borelli. prelezione (10) al corso di fisiologia sperimentale.., Bologna, Stabilimenti poligrafici riuniti, 1934
- L'opera fisiologica e sociale di Pietro Albertoni. discorso pronunziato il 9 gennaio 1934 nell'Aula magna della R. Biblioteca Universitaria in occasione del solenne conferimento dei premi Vittorio Emanuele II, Bologna, Soc. Tipografica già Compositori, 1934
- La macchina e l'anima d'un genio del Rinascimento. Leon Battista Alberti, Bologna, Stabilimenti tipografici riuniti, 1935